# Zacsi McFikásrúd meséje (South Park)
A Zacsi McFikásrúd meséje (The Tale of Scrotie McBoogerballs) a South Park című amerikai animációs sorozat 196. epizódja (14. évadjának 2. része). Elsőként 2010. március 14-én sugározták az Egyesült Államokban a Comedy Central műsorán, Magyarországon 2010. október 12-én mutatta be a Comedy Central. A cselekmény szerint a fiúknak kötelező olvasmányként a Zabhegyezőt kell elolvasni, amit úgy harangoznak be, mint egy nagyon ellentmondásos könyvet. Mivel azonban unalmasnak találják, megírják saját gusztustalan botránykönyvüket, amit amikor megtalálnak, letagadnak, és Buttersre kenik az egészet. Az epizód elsősorban azokon élcelődik, akik rejtett utalásokat keresnek olyan irodalmi művekben is, amikben egyértelműen nincs; de emellett a fiatalság olvasási hajlandóságát is górcső alá veszi, illetve azt, hogy egyetlen könyv hatására vajon bárkinek lehetnek-e gyilkos gondolatai. 

## Cselekmény
|  | Alább a cselekmény részletei következnek! |

A diákoknak el kell olvasniuk a Zabhegyező című könyvet, amit már jó előre ki nem állhatnak. Hanem amikor Mr. Garrison azt mondja nekik, hogy ez annak idején egy botrányos mű volt, amit az iskolákból is kitiltottak, rögtön megjön hozzá a kedvük. Miután Kenny, Cartman, Kyle és Stan elolvassák, halálosan unalmasnak tartják azt és úgy érzik, az iskola becsapta őket, hogy rávegyék őket az olvasásra. Elhatározzák, hogy Zacsi McFikásrúd meséje címmel megírják a saját botránykönyvüket, aminek egyetlen célja, hogy olyan undorító legyen, amilyen csak lehet. Stan szülei megtalálják az írományt, és miközben olvassák, olyan szinten undorodnak, hogy folyamatosan hánynak. Ennek ellenére zseniális írásnak tartják. A fiúk, akik félnek, hogy büntetésbe kerülnének, amiért ilyet írtak, megkeresik Butterst, és elhitetik vele, hogy igazából ő írta. Butters, aki a Zabhegyező olvasása után úgy érezte, módosult tudatállapotba került, és úgy érezte, meg kell ölnie John Lennont (míg rá nem jött, hogy rég lelőtték), elhiszi, hogy ez így lehetett. Később Ronald Reagan-t is meg akarta ölni, de kiderül számára, hogy már ő is halott.
A terv visszafelé sül el, amikor kiderül, hogy nemcsak hogy a szülők imádják a művet, de egy jól menő kiadó is szerződést ajánlott neki. Még annak ellenére is imádja mindenki, hogy folyamatosan hánynia kell annak, aki olvassa. A fiúk sikertelen kampányt indítanak a mű betiltásáért. Az is feldühíti őket, hogy egyesek már konkrét politikai üzeneteket fogalmaznak meg a műből való idézetekkel, holott ilyesmi sosem állt szándékukban. Mivel több utalás is van benne Sarah Jessica Parkerre, a fiúk úgy vélik, hogy ha megölik őt, akkor majd betiltják a könyvet, hiszen erőszakra buzdított vele szemben. Az a nagy tervük, hogy a vadászidény kellős közepén szarvasagancsokat tesznek Parker fejére, majd kinnhagyják a vadászterületen.
Butters hamarosan megírja a saját művét is, Pisi és Kaki címmel is, ami csak szimpla vécéhumorból áll. A fiúk úgy gondolják, hogy ez a könyv biztos bukás lesz, ezért úgy határoznak, leleplezik, hogy mégsem Butters írta azt. Általános meglepetésükre azonban ez a könyv is nagy siker lesz, az emberek mély utalásokat olvasnak ki belőle. Miután egy ember elolvasta a művet, elutazott a "K mint Kardashian" című műsor forgatására és egy sörétes puskával lemészárolta az egész családot. Ennek köszönhetően mindkét könyvet betiltják, Butters pedig, aki szerint Kim Kardashian volt a világ leggyönyörűbb nője, különösen lesújtott. Stan és Kyle szerint ahelyett, hogy az emberek mindenféle könyvekben keresgélnének értelmetlen allegóriákat, inkább csak nézzenek tévét. Cartman elhiteti Butters-szel, hogy miatta halt meg Sarah Jessica Parker is, amitől először pánikba esik, de aztán megnyugszik, mert úgyis csúnya volt.

## Utalások
- J.D. Salinger 1951-ben írt könyve, a "Rozsban a fogó" (az epizódban még a korábbi címén, Zabhegyezőként utalnak rá) képezi az epizód alapját, különösen az, hogy a maga idejében kényes témákat feszegetett és trágár nyelvezettel íródott. Amikor Mark David Chapman megölte John Lennont, valamint amikor John Hinckley Jr. merényletet követett el Ronald Reagan amerikai elnök ellen, a könyvet mindkét esetben valamiképpen motivációként értékelték. Cartman, aki közismerten utálja a hippiket, ebben a részben Lennont a "hippik királyának" titulálja.
- Kim Kardashian tévéműsorát, valamint a korábban már többször is kifigurázott Sarah Jessica Parkert is pellengérre állítják ebben a részben.
- Az egyik jelenetben Butters az NBC (a sorozatban HBC) reggeli műsorában vendégeskedik, ahol Matt Lauer és Meredith Vieria műsorvezetők hosszan hánynak a könyvtől.
- A narrálásáról is ismert Morgan Freeman színész Butters második könyvéből olvas fel részleteket.